# 79 (číslo)
Sedmdesát devět je přirozené číslo. Následuje po číslu sedmdesát osm a předchází číslu osmdesát. Řadová číslovka je sedmdesátý devátý nebo devětasedmdesátý. Římskými číslicemi se zapisuje LXXIX.

## Matematika
79 je:
- šťastné číslo
- příznivé číslo.

## Chemie
- 79 je atomové číslo zlata, neutronové číslo třetího nejméně běžného přírodního izotopu barya a nukleonové číslo běžnějšího z obou přírodních izotopů bromu (méně běžným izotopem bromu je 81Br).[1]

## Kosmonautika
- STS-79 byla mise raketoplánu Atlantis. Cílem letu bylo čtvrté setkání raketoplánu s ruskou orbitální stanicí Mir. V nákladovém prostoru raketoplánu byl umístěn vědecký modul Spacehab, na kterém byl i český experiment – mikroakcelerometr MACEK.

## Roky
- 79
- 79 př. n. l.
- 1979